# Ida Ekman

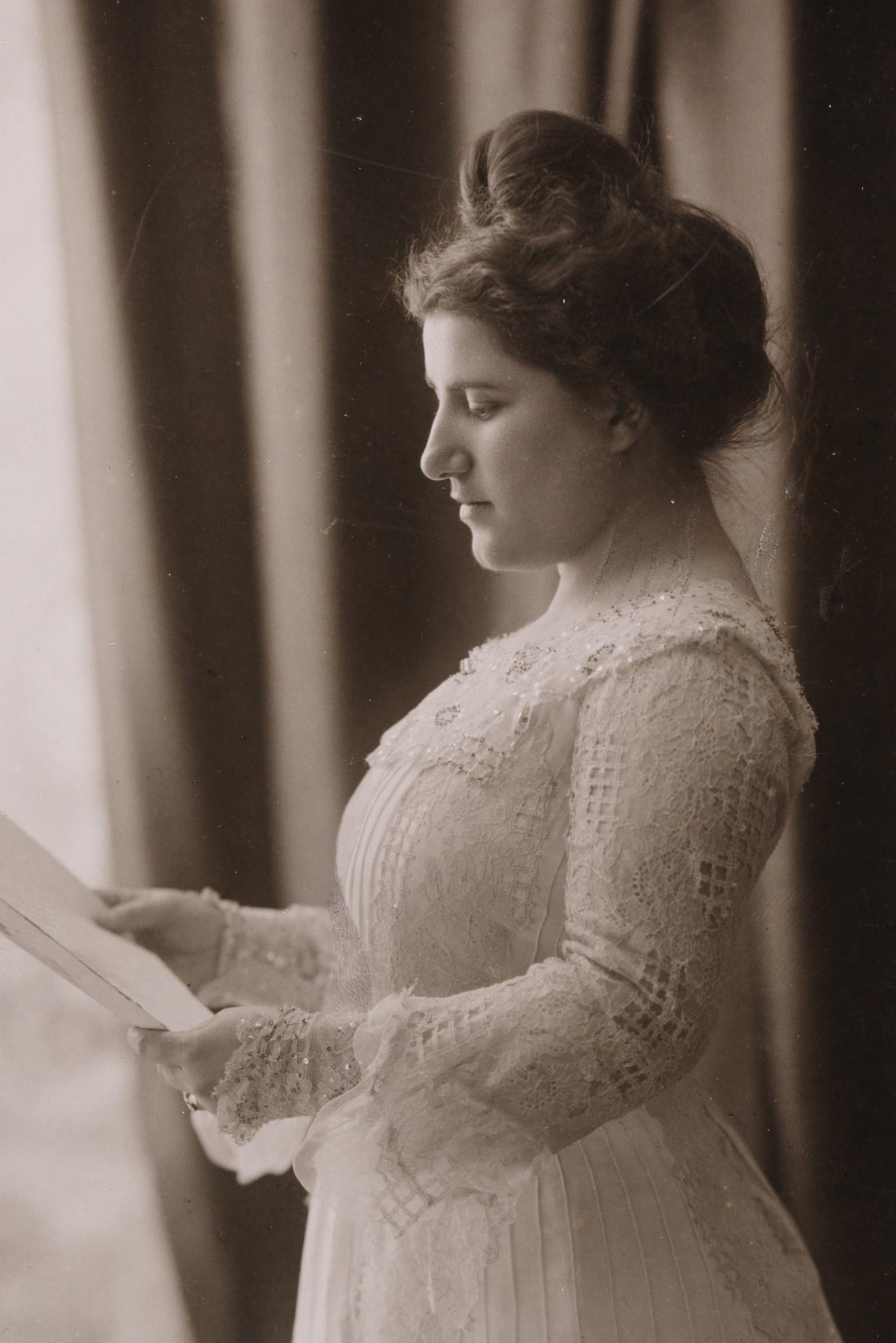
Ida Ekman runt 1902

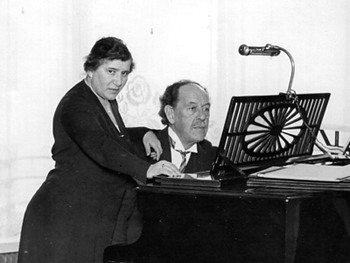
Ida och Karl Ekman.

Ida Paulina Ekman, född Morduch den 22 april 1874 i Helsingfors och död där den 14 april 1942, var en finländsk sångerska (sopran), som var verksam åren runt sekelskiftet 1900. Hon var dotter till rabbinen Israel Morduch och hans hustru Eva, född Grünblatt.
Ida Ekman utbildades vid Helsingfors musikinstitut samt i Wien och Paris. Åren 1896–1897 var hon engagerad vid stadsteatern i Nürnberg. Därefter ägnade sig helt åt romanssång och lieder. Ida Ekman gifte sig 1895 med pianisten Karl Ekman, som följde henne på konsertresor både i hemlandet och åtskilliga länder i Europa, även Sverige. Hon var år 1900 solist vid Helsingfors filharmoniska orkesters resa till Paris och var den första finländska sångerska som gav konserter med sånger komponerade av Jean Sibelius.
Mellan 1904 och 1908 gjorde Ekman 38 skivinspelningar i Helsingfors och Berlin, bland dem flera sånger av Jean Sibelius och Armas Järnefelt. Under en del inspelningar verkade maken Ekman som pianist. Det finländska radiobolaget YLE gav 1998 ut en samling med 24 av dessa inspelningar.
Sedan Ida Ekman avslutat sin aktiva karriär vid slutet av 1910-talet verkade hon som pedagog, bland hennes elever märks sångerskan Edda von Bidder-Ehrnrooth.